# Centrale Knippegroen
Centrale Knippegroen is een elektriciteitscentrale van 315 MWe die de procesgassen van ArcelorMittal Gent verbrandt. Ze is sinds 2010 in bedrijf en verving de Centrale Rodenhuize, die werd omgebouwd tot 100% biomassa.

## Werking
De brandstof voor Knippegroen zijn de vroeger afgefakkelde gassen die vrijkomen bij de siderurgische processen van ArcelorMittal. Om een bruikbaar mengsel te bekomen, wordt het laagcalorische hoogovengas (voornamelijk stikstof en koolmonoxide) gemengd met cokesovengas (grotendeels waterstof en methaan) en convertorgas (meer koolmonoxide). Via een bovengrondse pijpleiding worden de gassen naar de centrale gevoerd. Ze wordt ook gevoed door een ondergrondse aardgasleiding, omdat aardgas nodig is tijdens de opstartfase en als vlamondersteuning wanneer de ketel voor minder dan 40% wordt belast.
De voornaamste onderdelen van de installatie zijn:
- een 91 m hoge stoomgenerator (torenketel met vijftien branders)
- een drietraps stoomturbine
- een alternator met transformator
- koelcellen met geforceerde trek, die werken op water uit het kanaal Gent-Terneuzen.

In basislast verwekt de centrale een vermogen van 608 MWth, waarmee een netto elektrisch vermogen van 270 MW wordt ontwikkeld. In pieklast loopt dit op tot resp. 730 MWth en 310 MWe. Het omzettingsrendement van de centrale bedraagt 42%.
Behalve warmterecuperatie is er geen rookgasbehandeling voor de industriële gassen die worden verbrand.
Het grootste deel van de geproduceerde stroom wordt verbruikt door Arcelor en de rest wordt geïnjecteerd in het 150 kV-net van Elia.

## Voetnoten
1. ↑  Electrabel neemt 305 MW centrale bij Arcelor Mittal in gebruik, energeia.nl, 13 december 2010. Gearchiveerd op 24 september 2021.
2. ↑  MER Knippegroen, Niet-technische samenvatting , SGS Belgium, september 2006. Gearchiveerd op 20 oktober 2020.
3. ↑  Elektriciteitscentrale Knippegroen opent haar deuren, persbericht Electrabel, 1 oktober 2010